# 24º Reggimento artiglieria terrestre "Peloritani"
Il 24º Reggimento artiglieria terrestre "Peloritani" è un'unità dell'Esercito Italiano, appartenente alla Brigata meccanizzata "Aosta", di stanza a Messina.

## Storia
Fu costituito nel 1888 come reggimento di artiglieria da campagna del Regio Esercito e prese parte alla battaglia di Adua nel 1896. Di stanza a Napoli, prese parte alla guerra italo turca e alla prima guerra mondiale.
Trasferito a Messina nel 1934, nel gennaio del 1935, assunta la denominazione di 24º reggimento artiglieria “Peloritana”, fu inviato in Africa Orientale.
Durante la seconda guerra mondiale, come 24º reggimento artiglieria "Piemonte", venne impiegato sul fronte greco-albanese, quindi a presidio del territorio greco dove verrà sciolto l'8 settembre 1943.
Ricostituito il 1º marzo 1951 quale 24º gruppo artiglieria da campagna "Aosta", nel 1975 assume la denominazione "Peloritani". Nel 1992 assumerà, quale Unità d'artiglieria della Brigata meccanizzata “Aosta”, la denominazione di 24º Reggimento artiglieria da campagna semovente "Peloritani". Nel 2000 l'attuale denominazione.

## Stemma
Scudo: Inquartato; nel primo d'argento al cavallo allegro di nero (Napoli); nel secondo di rosso alla croce d'oro (Messina); nel terzo di rosso alla croce d'argento caricata da un lambello d'azzurro di tre pendenti (Piemonte); nel quarto fasciato d'azzurro e d'argento, caricato in cuore dall'elmo di Scanderbeg d'oro.
Corona turrita.
Ornamenti esteriori:
lista bifida: d'oro, svolazzante, collocata sotto la punta dello scudo, incurvata con la concavità rivolta verso l'alto, riportante il motto: "NELL'ANTICO VALOR LA NOSTRA GUIDA"
Nastro rappresentativo delle ricompense al Valore: Croce al Merito di Guerra è annodato nella parte centrale non visibile della corona turrita, scendente svolazzante in sbarra ed in banda dal punto predetto, passando dietro la parte superiore dello scudo.

## Festa del reggimento
- La festa del reggimento si svolge il 15 giugno, anniversario della battaglia del Solstizio del 1918.

## Armi e mezzi in dotazione nel 2015

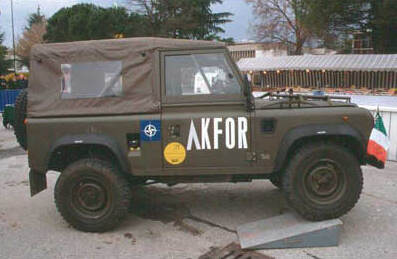
AR 90

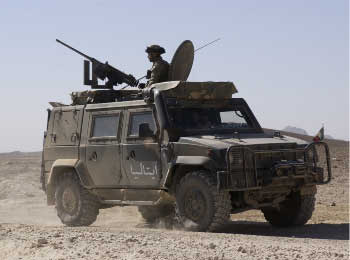
VTLM Lince

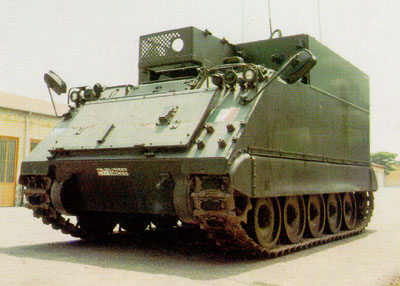
M577

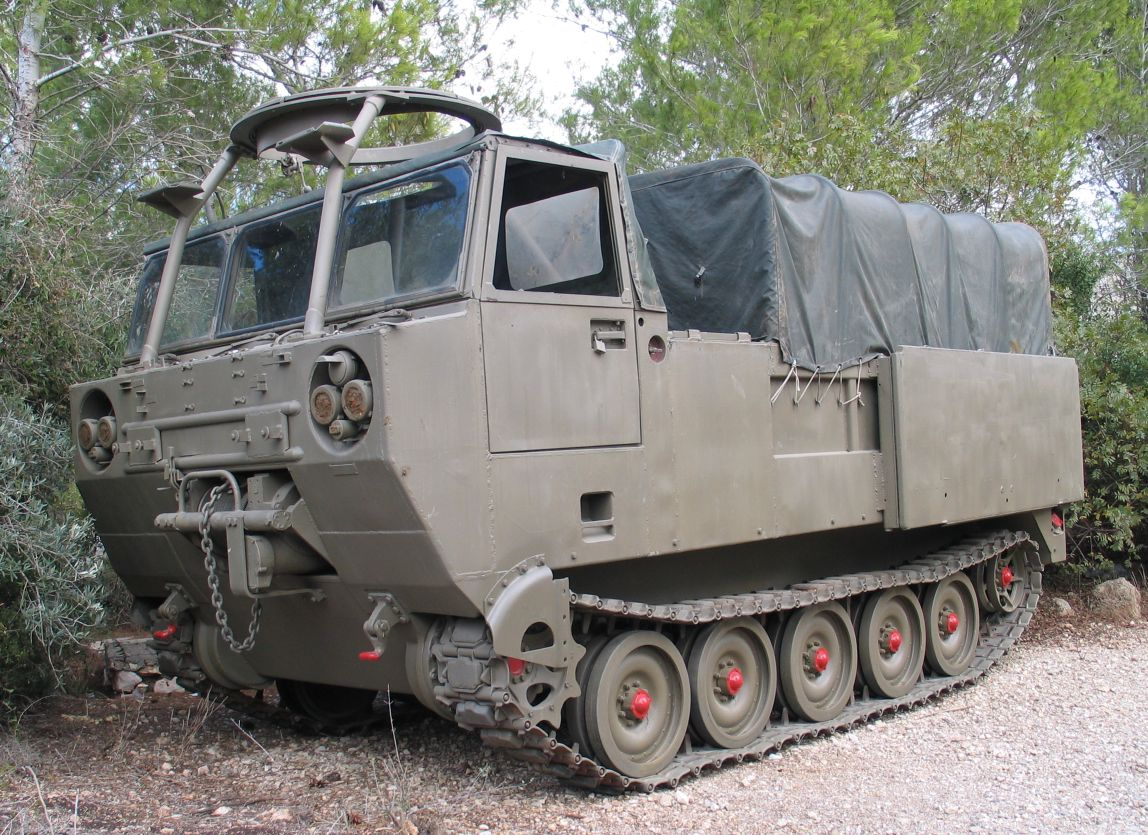
M548

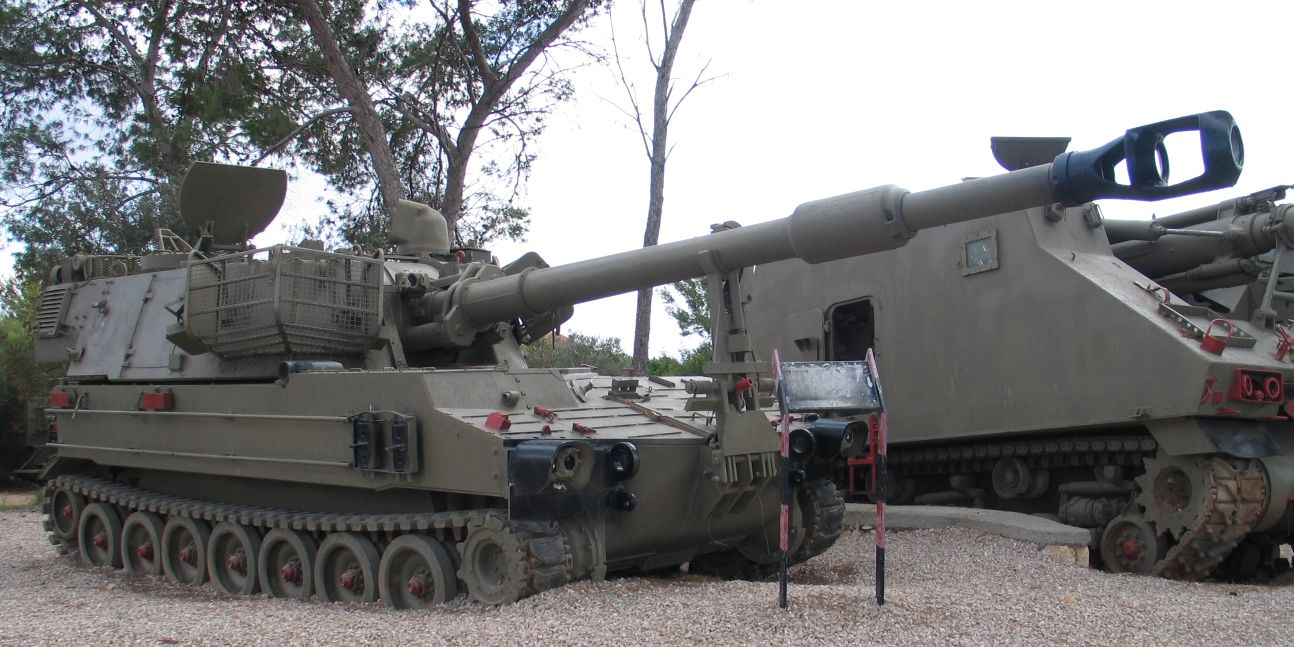
M109

Informazioni ricavate dalla pagina del 24º Reggimento artiglieria terrestre (semovente) "Peloritani" sul sito dello Stato Maggiore dell'Esercito.

### Armamento
- Pistola semiautomatica "Beretta 92 FS" cal. 9
- Fucile d'assalto "Beretta AR 70/90" cal. 5,56
- Arma di reparto "MINIMI" cal. 5,56
- Arma di reparto "MG 42/59" cal. 7,62 NATO
- Arma di reparto Browning cal. 12,7
- Bomba a Mano OD 82/SE
- Lanciarazzi Contro Carro "Folgore"

### Mezzi e Pezzi di Artiglieria
- AR 90 (Veicolo da Ricognizione)
- VTLM Lince (Veicolo Tattico Leggero Multiruolo)
- VPC M577 (Veicolo Posto Comando)
- VPC M548 (Veicolo Porta Munizioni)
- M190L (Obice Semovente da 155/39)
- TR61 (Mortaio Pesante Rigato Trainato da 120mm)

## Armi e Mezzi in dotazione nel 2021 (miglior approssimazione possibile)

### Armamento
- Pistola semiautomatica "Beretta 92 FS" cal.9
- Fucile d'assalto "Beretta AR 70/90" cal.5,56
- Fucile d'assalto "Beretta ARX-160" cal.5,56
- Arma di reparto "MINIMI" cal.5,56
- Arma di reparto "MG 42/59" cal.7,62 NATO
- Arma di reparto Browning cal.12,7
- Bomba a Mano OD 82/SE
- Bomba a Mano MF-2000

### Mezzi
- Land Rover AR/90
- IVECO VM/90 T3 (trasporto truppe/traino mortai da 120mm)
- ASTRA ACTL (trasporto materiale/shelter)
- ASTRA TM 66.40 (per traino pezzi da 155)
- ASTRA APS 88.42 (trasporto container)

### Pezzi di Artiglieria
- Arma Principale: FH-70 (obice trainato da 155 mm, 18× pezzi)
- "Weapons Pool": Thomson-Brandt TR61 (mortaio pesante rigato da 120mm, almeno 6× pezzi)[2]